# Hydrodynamika
Hydrodynamika je obor zabývající se mechanickým pohybem (prouděním) kapalin. Spadá pod hydromechaniku.
Proudění reálných kapalin je složitý proces, který je ovlivňován množstvím faktorů. Při zkoumání tohoto pohybu tedy záměrně některé z faktorů ignorujeme, provádíme tedy určitou idealizaci. Nejznámějším – a pro zkoumání nejjednodušším příkladem – je pohyb tzv. ideální kapaliny, kdy zanedbáváme stlačitelnost kapaliny a její vnitřní tření.
Hydrodynamika využívá při studiu pohybu kapalin metody mechaniky kontinua, tedy Lagrangeovu metodu a Eulerovu metodu.